# Aderbal Tavares Lopes
Aderbal Tavares Lopes (São Francisco do Sul, 26 de setembro de 1941 – Joinville, 3 de março de 1984) foi um político brasileiro.

## Vida
Filho de Ulisses Fernandes Lopes e de Maria Tavares Lopes.

## Carreira
Foi deputado à Assembleia Legislativa de Santa Catarina na 9ª legislatura (1979 — 1983), eleito pelo Movimento Democrático Brasileiro (MDB).